# César pro nejlepší původní scénář

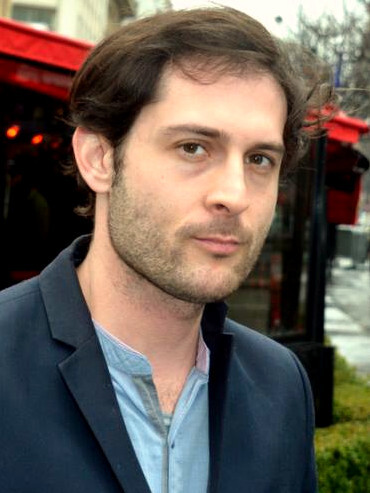
Arthur Harari, laureát Césara.

César pro nejlepší původní scénář je jedna z kategorií francouzské filmové ceny César poprvé vyhlašovaná v roce 1976. Aktuální podoba kategorie pochází z roku 2006 (a předtím z let 1983 až 1985), kdy byla kategorie César pro nejlepší původní scénář nebo adaptaci rozdělena na dvě samostatné kategorie.

## Vítězové a nominovaní
V letech 1976 až 1982 existovala sloučená kategorie César pro nejlepší původní scénář nebo adaptaci.

### 80. léta
- 1983: Návrat Martina Guerra – Jean-Claude Carrière a Daniel Vigne
  - Qu'est-ce qui fait courir David? – Élie Chouraqui
  - Práskač – Mathieu Fabiani a Bob Swaim
  - Ideální manželství – Éric Rohmer

- 1984: Poraněný člověk – Patrice Chéreau a Hervé Guibert
  - Coup de foudre – Diane Kurys a Alain Le Henry
  - Otec a otec – Francis Veber

- 1985: Náš příběh – Bertrand Blier
  - Noci v úplňku – Éric Rohmer
  - Prohnilí – Claude Zidi

V letech 1986 až 2005 existovala kategorie César pro nejlepší původní scénář nebo adaptaci.

### 0. léta
Od roku 2006 byly vytvořeny dvě samostatné kategorie: nejlepší původní scénář a nejlepší adaptace.
- 2006: Jdi, žij a někým se staň – Radu Mihaileanu a Alain-Michel Blanc
  - Komisař – Cédric Anger, Xavier Beauvois, Guillaume Bréaud, Jean-Eric Troubat
  - Šťastné a veselé – Christian Carion
  - Dítě – Bratři Dardennové
  - Utajený – Michael Haneke

- 2007: Den vítězství – Rachid Bouchareb a Olivier Lorelle
  - Píseň pro tebe – Xavier Giannoli
  - Ó, jak jsi krásný – Isabelle Mergault
  - Sedadla v parteru – Danièle Thompsonová a Christopher Thompson
  - Jean-Philippe – Laurent Tuel a Christophe Turpin

- 2008: Kuskus – Abdellatif Kechiche
  - Edith Piaf – Olivier Dahan
  - 2 dny v Paříži – Julie Delpy
  - Ti, kteří zůstávají – Anne Le Ny
  - Molière – Laurent Tirard a Grégoire Vigneron

- 2009: Séraphine – Marc Abdelnour, Martin Provost
  - První den zbytku tvýho života – Rémi Bezançon
  - Vítejte u Ch'tisů – Dany Boon, Franck Magnier a Alexandre Charlot
  - Tak dlouho tě miluji – Philippe Claudel
  - Vánoční příběh – Arnaud Desplechin a Emmanuel Bourdieu

### 10. léta
- 2010: Prorok – Jacques Audiard, Thomas Bidegain, Abdel Raouf Dafri a Nicolas Peufaillit
  - À l'origine – Xavier Giannoli
  - La Journée de la jupe – Jean-Paul Lilienfeld
  - Welcome – Philippe Lioret, Emmanuel Courcol a Olivier Adam
  - Koncert – Radu Mihaileanu a Alain-Michel Blanc

- 2011: Jména lidí – Baya Kasmi a Michel Leclerc
  - Turné – Mathieu Amalric, Marcelo Novais Teles, Philippe Di Folco a Raphaëlle Valbrune
  - Zvonění ledu – Bertrand Blier
  - O bozích a lidech – Xavier Beauvois
  - Na mamuta! – Gustave Kervern

- 2012: Ministr – Pierre Schoeller
  - Vyhlášení války – Valérie Donzelli a Jérémie Elkaïm
  - Umělec – Michel Hazanavicius
  - Polisse – Maïwenn a Emmanuelle Bercot
  - Nedotknutelní – Éric Toledano a Olivier Nakache

- 2013: Láska – Michael Haneke
  - Sbohem Berthe – Bruno Podalydès a Denis Podalydès
  - Znovu zamilovaná – Noémie Lvovsky, Florence Seyvos, Maud Ameline a Pierre-Olivier Mattei
  - Holy Motors – Leos Carax
  - Quelques heures de printemps – Florence Vignon a Stéphane Brizé

- 2014: 9 Mois ferme – Albert Dupontel
  - S Molièrem na kole – Philippe Le Guay
  - Neznámý od jezera – Alain Guiraudie
  - Minulost – Asghar Farhadi
  - Suzanne – Katell Quillévéré, Mariette Désert

- 2015: Timbuktu – Abderrahmane Sissako a Kessen Tall
  - Láska na první boj – Thomas Cailley a Claude Le Pape
  - Rodinka Belierových – Victoria Bedos a Stanislas Carré de Malberg
  - Hippocrate – Thomas Lilti, Julien Lilti, Baya Kasmi a Pierre Chosson
  - Sils Maria – Olivier Assayas

- 2016: Mustang – Deniz Gamze Ergüven a Alice Winocour
  - Dheepan – Jacques Audiard, Thomas Bidegain a Noé Debré
  - Marguerite – Xavier Giannoli
  - Hlavu vzhůru! – Emmanuelle Bercot a Marcia Romano
  - Tři vzpomínky – Arnaud Desplechin a Julie Peyr

- 2017: Vodní efekt – Sólveig Anspach a Jean-Luc Gaget
  - Božské – Romain Compingt, Houda Benyamina a Malik Rumeau
  - Agnus dei – Sabrina B. Karine, Alice Vial, Pascal Bonitzer a Anne Fontaineová
  - Líná zátoka – Bruno Dumont
  - Victoria – Justine Triet

- 2018: 120 BPM – Robin Campillo
  - Barbara – Mathieu Amalric a Philippe Di Folco
  - Raw – Julia Ducournau
  - Chovatel – Claude Le Pape a Hubert Charuel
  - Dokud nás svatba nerozdělí – Éric Toledano a Olivier Nakache

- 2019: Střídavá péče – Xavier Legrand
  - Potížista – Pierre Salvadori, Benoît Graffin a Benjamin Charbit
  - Utop se, nebo plav – Gilles Lellouche, Ahmed Hamidi a Julien Lambroschini
  - Guy – Alex Lutz, Anaïs Deban a Thibault Segouin
  - V dobrých rukou – Jeanne Herry

### 20. léta
- 2020: Tenkrát podruhé – Nicolas Bedos
  - Chvála Bohu – François Ozon
  - Výjimeční – Éric Toledano a Olivier Nakache
  - Bídníci – Ladj Ly, Giordano Gederlini a Alexis Manenti
  - Portrét dívky v plamenech – Céline Sciamma

- 2021: Sbohem, blbci! – Albert Dupontel
  - Osel, milenec a já – Caroline Vignal
  - Milostné historky – Emmanuel Mouret
  - Taková láska – Filippo Meneghetti a Malysone Bovorasmy
  - Effacer l'historique – Benoît Delépine a Gustave Kervern

- 2022: Onoda –  Arthur Harari a Vincent Poymiro
  - Hlas lásky – Valérie Lemercierová a Brigitte Buc
  - Annette – Leos Carax, Ron Mael a Russell Mael
  - Pád letu A800 – Yann Gozlan, Simon Moutaïrou a Nicolas Bouvet-Levrard
  - Bod zlomu – Catherine Corsini, Laurette Polmanss a Agnès Feuvre

- 2023: Nevinný –  Louis Garrel, Tanguy Viel a Naïla Guiguet
  - Na plný úvazek – Éric Gravel
  - Navždy mladí – Valeria Bruni Tedeschiová, Noémie Lvovsky a Agnès de Sacy
  - En corps – Cédric Klapisch a Santiago Amigorena
  - Saint Omer – Alice Diop, Amrita David a Marie NDiaye

- 2024: Anatomie pádu – Justine Triet a Arthur Harari
  - Chien de la casse – Jean-Baptiste Durand
  - Je verrai toujours vos visages – Jeanne Herry
  - Případ Goldman – Nathalie Hertzberg a Cédric Kahn
  - Říše zvířat – Pauline Munier a Thomas Cailley

- 2025: Sulejmanův příběh – Boris Lojkine a Delphine Agut
  - Borgo – Stéphane Demoustier
  - Kapelo, hraj – Emmanuel Courcol a Irène Muscari
  - Pro smilování! – Alain Guiraudie
  - Ty krávo! – Louise Courvoisier a Théo Abadie